# Leptonycteris
Leptonycteris é um gênero de morcegos da família Phyllostomidae.

## Espécies
- Leptonycteris curasoae Miller, 1900
- Leptonycteris nivalis (Saussure, 1860)
- Leptonycteris yerbabuenae Martínez & Villa, 1940